# لان آدامز
لان آدامز (بالإنجليزية: Lane Adams)‏ هو لاعب كرة قاعدة أمريكي، ولد في 13 نوفمبر 1989 في تاليهينا في الولايات المتحدة.

## وصلات خارجية
- لان آدامز على موقع دوري كرة القاعدة الرئيسي (الإنجليزية)
- لان آدامز على موقعبيزبول رفرنس.كوم (الدوري الرئيسي) (الإنجليزية)
- لان آدامز على موقعبيزبول رفرنس.كوم (الدوري الثانوي) (الإنجليزية)
- لان آدامز على موقع إي إس بي إن.كوم (أم.أل.بي) (الإنجليزية)
- لان آدامز على موقع مشجعي الرسوم البيانية (الإنجليزية)